# Sassocorvaro Auditore
Sassocorvaro Auditore är en kommun i provinsen Pesaro e Urbino i regionen Marche i Italien. Kommunen hade 4 937 invånare (2019).
Kommen bildades den 1 januari 2019 genom en sammanslagning av kommunerna Auditore och Sassocorvaro.